# Solidarity.
Solidarity. ist ein polnisch-US-amerikanischer Kurzfilm von Joan Stein aus dem Jahr 2005. Er spielt im kommunistischen Polen im Jahr 1982. Die Premiere fand am 16. Juni 2005 beim Nantucket Film Festival statt. Der Film ist bisher nur in englischer Sprache vertont.

## Handlung
Polen 1982. Die Kontrolle der Bevölkerung durch Geheimpolizei und Informanten ist allgegenwärtig. Jeder misstraut jedem. Das einzige Merkmal, das einen Informanten oder Geheimpolizisten verrät, ist sein spezieller Identitätsausweis, der jedoch lediglich eine Nummer zeigt. Die Menschen in Polen sind der Regierung, des Kommunismus, der Zensur und der Armut überdrüssig.
In dieser Gesellschaft leben Andrzej, seine Frau Krysia und ihr Sohn Lukasz. Zum 10. Hochzeitstag veranstalten beide eine kleine Party mit ihren besten und engsten Freunden in ihrer Wohnung. Es wird viel getrunken, viel gelacht und das wenige Essen miteinander geteilt. Immer wieder kommt die Diskussion und Wut über das Regime und den Zustand des Landes auf; gleichzeitig wird aber auch immer betont, dass die Menschen, die gerade bei dieser Feier zusammen sind, die einzigen sind, denen man bedingungslos vertraut.
Als es plötzlich an der Tür klopft, sind alle zuerst sehr angespannt, jedoch umso erleichterter, als Kuba den Raum betritt. Kuba ist ebenfalls ein sehr guter Freund und ein Freiheitskämpfer, der gleich seine Flugblätter für die geplante Demonstration am nächsten Tag zeigt.
Alle sind fröhlich und glücklich, als plötzlich ein lauter Knall ertönt. Nachdem jedoch alle bemerken, dass der Sohn Lukasz den Garderobenständer umgeworfen hat, ist das Gelächter umso lauter. Dieses erstirbt sofort, nachdem Lukasz mit einem Identitätsausweis eines Informanten, den er in einem am Boden liegenden Mantel gefunden hat, an den Tisch tritt. Fassungslos schauen sich alle an. Einer von ihnen ist ein Informant. Glück und Freude schlagen sofort in blankes Entsetzen um. Daraufhin verlassen alle die Feier.
In der Schlussszene wird darauf hingewiesen, dass nie herausgefunden wurde, wem dieser Ausweis gehörte. Die Freunde waren danach nie mehr zusammen.